# Навчальний корабель

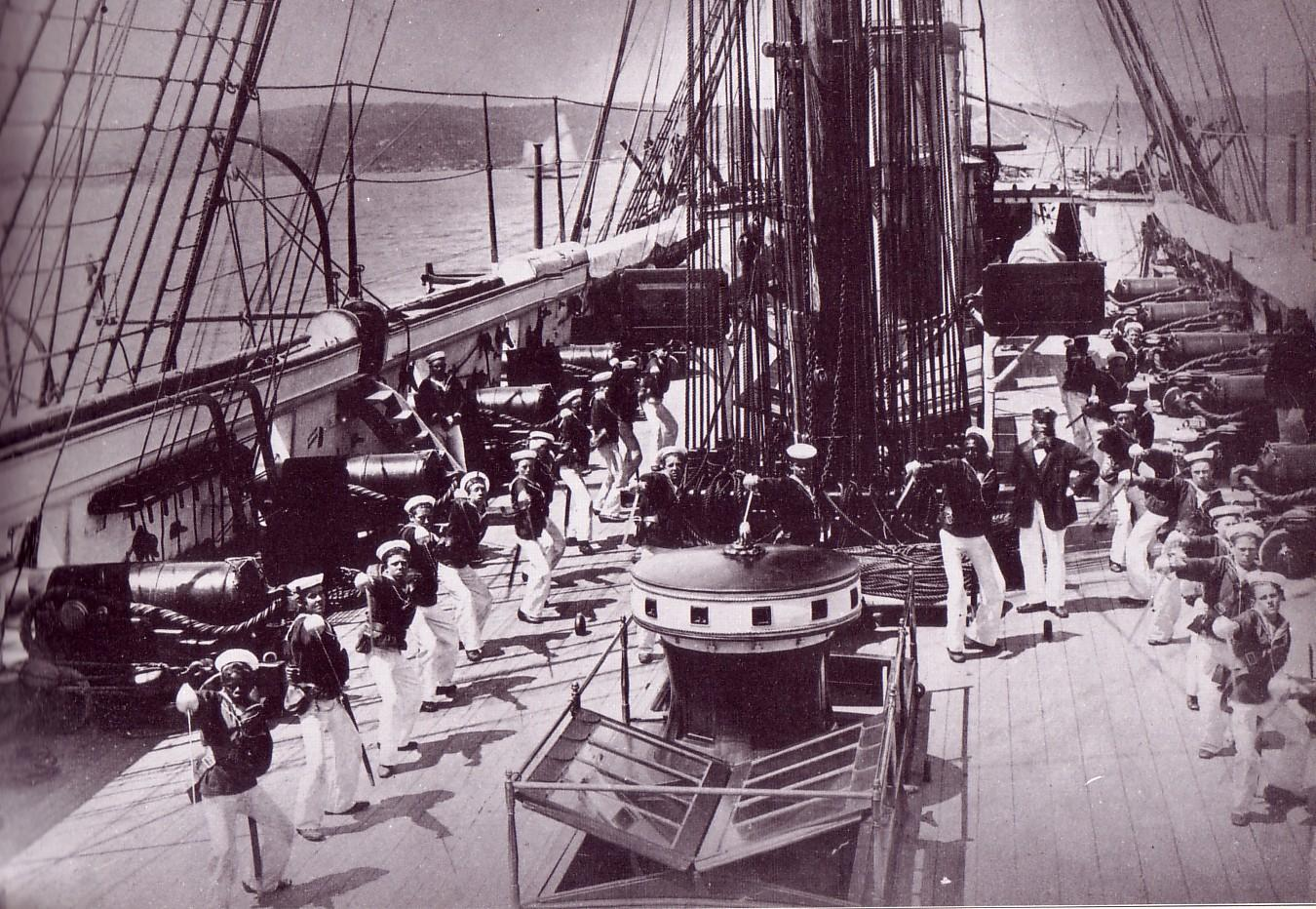
Тренування з абордажними шаблями на артилерійській палубі корвета «Вулверін», Колонія Новий Південний Уельс, 1882 рік.

Навчальний корабель — спеціально побудований або переобладнаний корабель, який використовується переважно для підготовки курсантів військово-морських навчальних закладів і фахівців флоту. Термін виник в середині XIX століття (зокрема, в англомовній пресі вже використовувалося сполучення «training-ship»), однак фактично перші навчальні кораблі з'явилися значно раніше.
По суті існують два типи навчальних кораблів. Перший використовується для практичного навчання на морі та обслуговується штатними екіпажами, дублерами яких є особові склади, що навчаються. Інші є старими, як правило несамохідними суднами, часто позбавленими механізмів та обладнання, що використовуються виключно як навчальні кабінети.
Існують спеціалізовані навчальні кораблі (артилерійські, штурманські, мінні тощо) та загального призначення, а також вітрильні навчальні кораблі.

## Україна

### Навчальні катери
- «Нова Каховка»
- «Сміла»
- «Титан» — захоплений росіянами під час окупації Криму 2014 року
- «Чигирин»

### Навчально-тренувальне судно
- «Велика Олександрівка» — захоплений росіянами під час окупації Криму 2014 року

### Фрегати
- «Дружба»
- «Херсонес»[ru] — захоплений росіянами під час окупації Криму 2014 року

### Барк
- «Товариш» — викуплений 2003 року за сприяння німецького товариства «Tall-Ship Friends e.V.» та повернувся до «материнської гавані» у Штральзунді — порту першої приписки; вітрильнику офіційно було повернено його колишнє ім'я «Горх Фок» (нім. «Gorch Fock I»)[2]

## Галерея

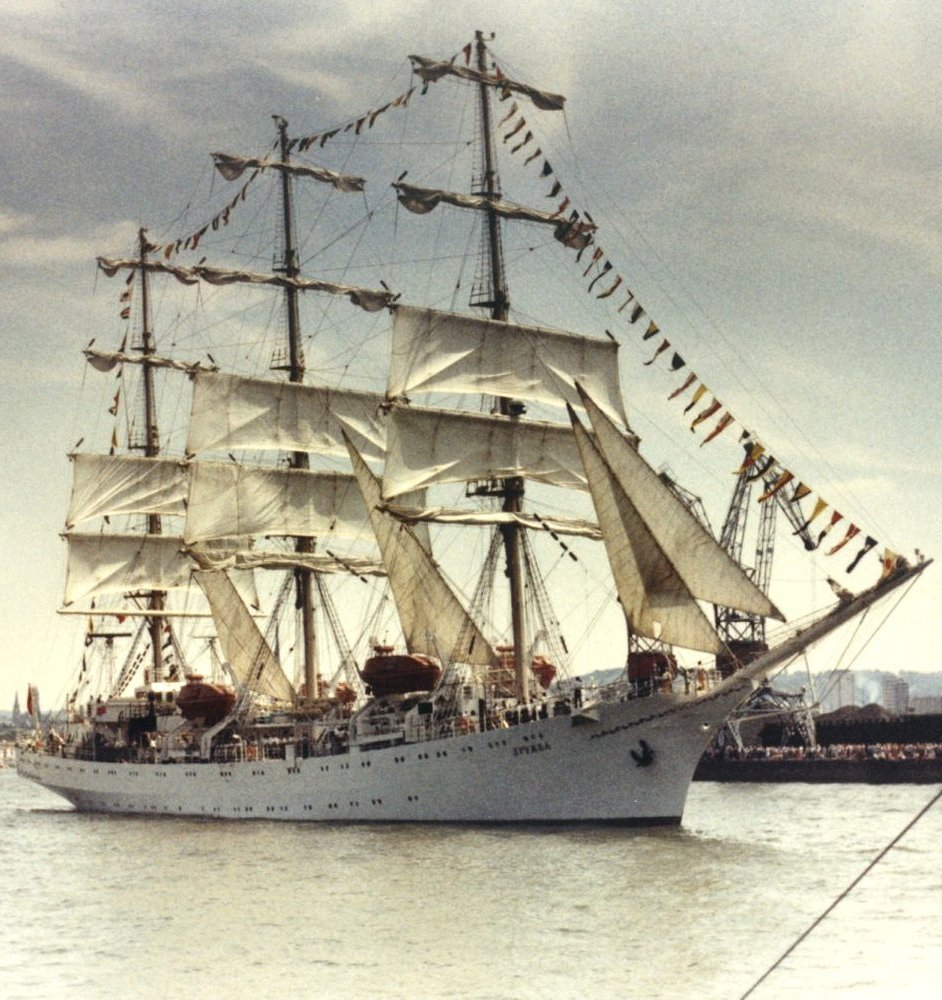
Навчальний фрегат «Дружба», 1989 рік
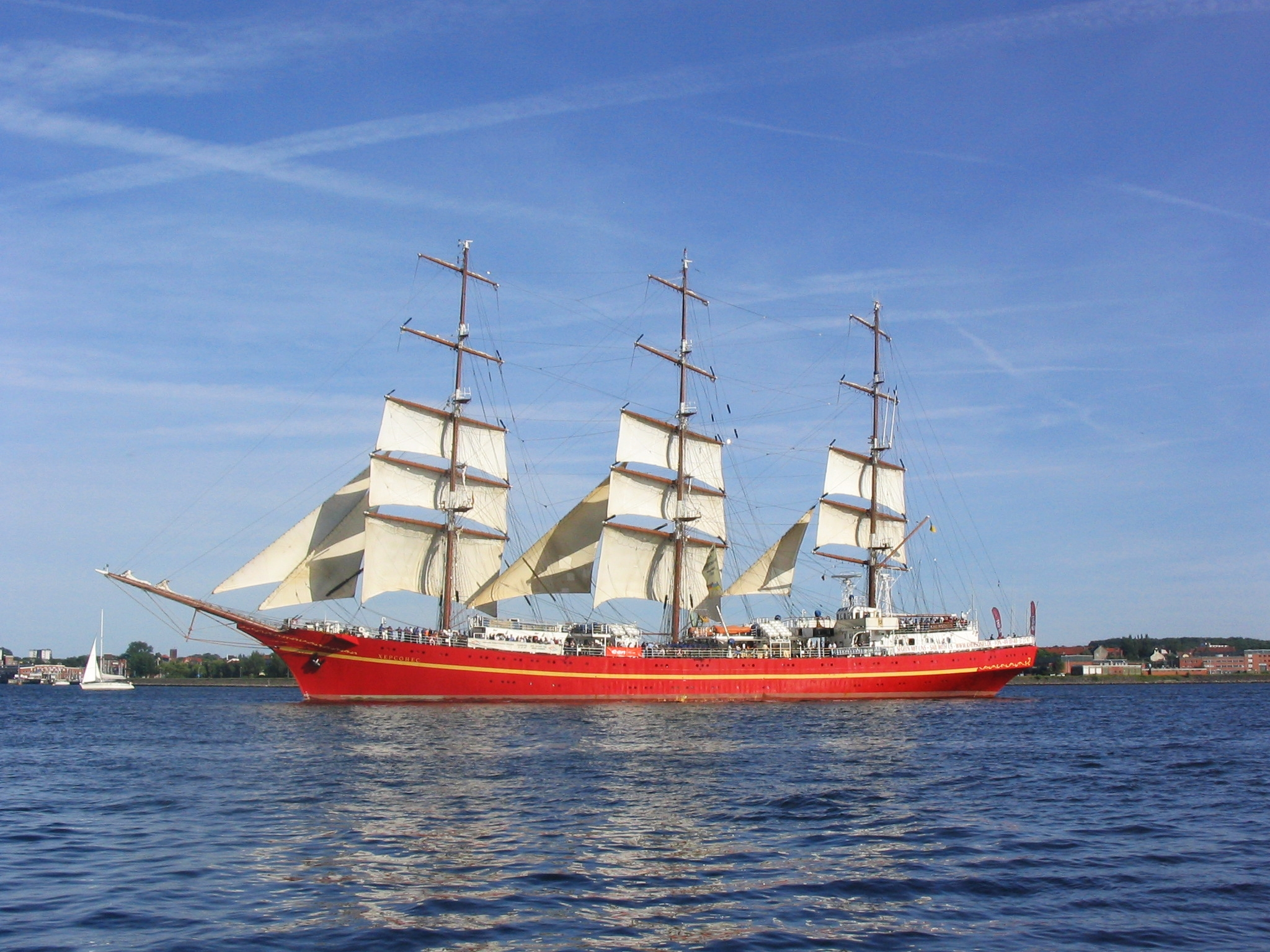
Навчальний фрегат «Херсонес»[ru], 2005 рік
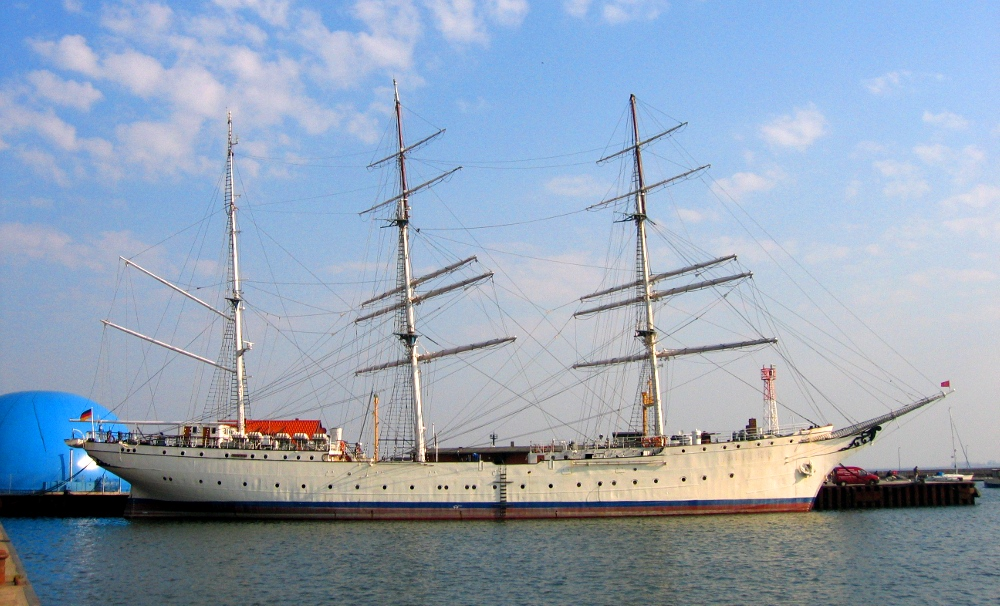
Колишній навчальний барк «Товариш», 2006 рік